# Машербрум
Машербрум (англ. Masherbrum, К1; урду ما شربرم) — найвища вершина (7821 м) хребта Машербрум (Центральний Каракорум). Є 22-ю за висотою вершиною світу.

## Географія
Машербрум є найвищою точкою хребта Машербрум, розташованого в Центральному Каракорумі. Хребет Машербрум розташований на південь від льодовика Балторо, на північ від якого знаходяться восьмитисячники Каракоруму (Чогорі (К2), Броуд-пік, Гашербрум I і Гашербрум II). У гори є дві вершини: Головна (північна) висотою 7821 м і південно-західна висотою 7806 м. Відстань між ними становить близько 200 метрів.
Для підходів до вершини Машербрум з півночі використовується шлях по льодовику Балторо, який також використовується для підходів до Каракорумських восьмитисячників. До підніжжя Машербрум можна підійти також по долині Гуше з півдня.

## Історія
Машербрум був відкритий у 1856 році британським військовим топографом підполковником Томасом Монтгомері, який побачив її і другу за висотою вершину у світі Богорі з піка Хармук, приблизно за 220 км від льодовика Балторо, і позначив ці гори на карті, як K1 і К2 (вершини під номером 1 і 2 в Каракорумі із заходу на схід, якщо дивитися на них з цього піку). Згодом назва К1 не прижилося, чого не можна сказати про К2. Вершина К1 відома більше під назвою Машербрум.

## Етимологія назви
Етимологія місцевої назви гори неоднозначна. Вона може походити від слова mashadar (гармата, що заряджається через дуло) і brum (гора) через схожість вершини гори, що має дві вершини, з гарматою старого типу, що заряджається зі сторони дула. Інша версія походить від слова masha, що означає королева, що могло означати «королева гір». Існують також інші варіанти пояснення походження назви гори.

## Історія сходжень
Машербрум був досліджений у 1911 році американською альпіністкою, дослідницею та письменницею Фанні Баллок Воркман та її чоловіком, доктором Вільямом Гантером Воркманом. Перші спроби підкорення вершини були здійснені у 1938 році (з південного заходу) групою на чолі з Джеймсом Воллером, до якої також входили шерп Дава Тондуп та гімалайський альпініст-дослідник Дж. О. М. Робертсом. Спроба зазнала невдачі, недалеко від вершини група змушена була повернути назад через негоду та сильне обмороження членів групи Дж. Б. Гаррісона та Р. А. Годжкіна.
Після ще двох невдалих експедицій, в 1955 і 1957 роках, на Машербрум вперше піднялися в 1960 Джордж Ірвінг Белл (керівник групи) і Віллі Ансуелд у складі американо-пакистанської експедиції, в яку також входив Нік Клінч. Їм вдалося піднятися маршрутом південно-східною стіною, який заводив попередні групи в тупик.
У 1983 році учасники японської експедиції Масахіро Номура (Masahiro Nomura) і Такеяшу Мінамура (Takeyasu Minamiura) піднялися по американському маршруту 1960 р.
У 1985 році відбулися перші сходження на Машербрум з півночі. Японська і австрійська команди досягли вершини по різних маршрутах з північного заходу з льодовиків Ерманенду і Манду.
Південно-західної вершини Машербрум висотою 7806 м вперше досягли в 1981 році учасники великої польської експедиції. Однак в ході сходження розігралася трагедія. Троє альпіністів Зигмунт Анджей Гайнріх (Zygmunt Andrzej Heinrich), Марек Малятинський (Marek Malatyński) і Пшемислав Новацький (Przemysław Nowacki), піднімаючись з південного сходу, досягли сідловини (висота близько 7800 м) між головною і південно-західною вершинами Машербрум. На сідловині вони організували бівуак, а потім здійснили першосходження на південно-західну вершину. У подальшому Малатинскі і Новацькі померли, а Генріх, що залишився на самоті, на спуску на висоті 7500 м зірвався, пролетів близько 300 м і дивом залишився в живих після зриву.
У 2006 році була зроблена спроба пройти складний маршрут на вершину Машербрум по північно-східній стіні командою російських альпіністів у рамках проекту «Російський шлях — стіни світу». Однак, після неодноразових спроб пройти маршрут було прийнято рішення відмовитися від сходження з причини об'єктивної небезпечності маршруту.

## Нотатки
1. ↑  Підполковник Джеймс Овен Меріон Робертс (21 вересня 1916 — 1 листопада 1997) — один з найбільших гімалайських альпіністів-дослідників двадцятого століття; офіцер британської армії, кавалер орденів Королівського Вікторіанського Британської імперії та Воєнного Хреста, який досяг найбільшої слави як «батько трекінгу» в Непалі. Його пошукову діяльність можна порівняти з діяльністю альпіністів Еріка Шиптона[en] та Білла Тільмана[en].

## Ресурси Інтернету
- Masherbrum
- Машербрум на картах [Архівовано 4 березня 2016 у Wayback Machine.]